# Schloss Trunkelsberg
Das Schloss Trunkelsberg wurde erstmals 1657 genannt. Der Ort Trunkelsberg in der Nähe von Memmingen im heutigen Landkreis Unterallgäu in Oberschwaben gehörte von der Stauferzeit bis 1655 zur Herrschaft Eisenburg.

## Geschichte und Baubeschreibung
Die erstmalige Nennung 1657 erfolgte aufgrund eines Um- und Neubaues des Schlosses durch den Memminger Patrizier Wachter. Die Patrizierfamilie Wachter veräußerte das Schloss 1697. Danach folgte ein häufiger Besitzerwechsel. Einige Zeit war es im Besitz der Familie Neubronner von und zu Eisenburg auf Trunkelsberg, bis 1718, wobei die hohe und niedere Gerichtsbarkeit über Trunkelsberg bis 1729 bei der Familie verblieben war. Der stattliche Satteldachbau besteht im Kern aus dem 16. Jahrhundert. Der Stufengiebel, welchen das Schloss heute besitzt, stammt aus dem frühen 19. Jahrhundert. Im Erdgeschoss befindet sich ein kreuzgratgewölbter Raum. Im Obergeschoss finden sich geohrte Türstöcke mit Gebälkbekrönungen und ein Zimmer mit geschwungenem Rahmenstuck an der Decke.
Das Schloss befindet sich innerhalb eines circa drei Hektar großen Grundstücks mit altem Baumbestand und liegt am südöstlichen Ortsrand in der Nähe der Kirche der selbständigen Gemeinde Trunkelsberg. Heute befindet sich das Schloss bereits in der dritten Generation im Besitz der Familie von Heuß-Blößt.